# Désirée (1796)
Pour les articles homonymes, voir Désirée.
La Désirée est une frégate française de 24 de classe Romaine. Lancée en 1796, elle est capturée par la Royal Navy au cours d'un raid (en) mené sur Dunkerque le 7 juillet 1800. Elle entre ensuite au service de la marine britannique avant d'être démolie en 1832.

## Histoire
La construction de la Désirée commence en février 1794. Elle est lancée le 23 avril 1796 et entre en service en décembre 1798. Le 7 juillet 1800, elle est capturée par le HMS Dart (en) commandé par Patrick Campbell (en) au cours d'un raid (en) mené sur Dunkerque. Elle est intégrée à la Royal Navy sous le nom de HMS Desiree, en tant que frégate de cinquième rang. Après avoir subi des réparations à Sheerness, elle participe à la bataille de Copenhague en 1801. Décommisionnée en 1805, la Desiree subit une refonte et reprend du service en 1809. Elle capture plusieurs navires corsaires avant d'être désarmée en 1815. Utilisée comme entrepôt d'uniformes à partir de 1823, elle est démolie en 1832.